# Thiago Teitelroit
Thiago Teitelroit (Rio de Janeiro, 1 de maio de 1982) é um diretor de cinema brasileiro.

## Biografia
Começou a carreira os 14 anos como operador de luz e contra regra do Teatro Tablado no Rio de Janeiro. Em 1999, foi convidado a desenvolver seu primeiro filme, “Nós e Nossas”, um docudrama sobre jovens de diferentes classes sociais que alcançariam a maior idade no novo milênio. Na sequência, passou por produtoras cariocas como AD, editor, diretor de arte e diretor o que o fez trocar a formação de Física por Cinema.
Entre 2001 e 2003, morou na França e na Itália para estudar direção de atores e análise cinematográfica. No Brasil, foi diretor artístico dos principais desfiles da semana Lucky Strike de moda no RJ (Andre Camacho & I.L.) e, aos 21 anos, foi codiretor da série infantil “Teca na Tv” (2003), do Canal Futura, uma das dramaturgias pioneiras na TV brasileira a ter um cenário 3D 100% virtual.
Como artista plástico, junto a Mana Bernardes, concebeu painéis gigantes do primeiro festival de música do antigo cais do porto (“Tribos”). Na música, toca piano clássico, tendo composto profissionalmente para trilha original do curta-metragem “Estrada da Agonia” (2012) indicado no Hollywood Reel Independent Film Festival.
Formou-se como ator no tablado e na Casa das Artes de Laranjeiras (CAL), do RJ, e dirigiu o monólogo “O Coração Delator” (Edgar Alan Poe), com a atriz Mariana Lima.
Foi contratado pela TV Globo aos 22 anos. Atuou como diretor em Malhação “Vidas Brasileiras” (2018), TOC's de Dalila - segunda temporada (2017), Totalmente Demais(2015/2016), Sete Vidas (2015), Geração Brasil (2014), Flor do Caribe (2013), Avenida Brasil (2012), Cordel Encantado (2011), Amor & Sexo - primeira e segunda temporada (2011/2009), Por Toda Minha Vida "Frenéticas" (2011), Por Toda Minha Vida "RPM" (2010), A Cura (2010), Cama de Gato (2009); foi diretor assistente em A Favorita (2008); e assistente de direção em Por Toda Minha Vida "Renato Russo" (2007), Por Toda Minha Vida "Nara Leão" (2007), Pé na Jaca (2006), Bang Bang (2005), Carga Pesada (2005), A Grande Família (2004), Histórias de Cama e Mesa (2004).
Fora da emissora, desenvolve um estudo sobre a psicologia da percepção cognitiva no entretenimento audiovisual; além de palestras pontuais sobre “Reconstrução do Arquétipo” e consultoria (script doctor) em roteiros cinematográficos.

## Carreira

### Televisão
| Ano       | Título                             | Cargo                 | Emissora     | Nota                         |
| --------- | ---------------------------------- | --------------------- | ------------ | ---------------------------- |
| 2024      | Dona Beja                          | Diretor               | Max          | Reta final                   |
| 2018      | Malhação: Vidas Brasileiras        | Diretor               | TV Globo     |                              |
| 2017      | TOC's de Dalila                    | Diretor               | GNT          | Segunda Temporada            |
| 2015      | Totalmente Demais                  | Diretor               | TV Globo     |                              |
| 2015      | Sete Vidas                         | Diretor               | TV Globo     |                              |
| 2014      | Geração Brasil                     | Diretor               | TV Globo     |                              |
| 2013      | Flor do Caribe                     | Diretor               | TV Globo     |                              |
| 2012      | Avenida Brasil                     | Diretor               | TV Globo     |                              |
| 2011      | Cordel Encantado                   | Diretor               | TV Globo     |                              |
| 2011/2009 | Amor & Sexo                        | Diretor               | TV Globo     | Primeira e Segunda Temporada |
| 2011      | Por Toda Minha Vida "Frenéticas"   | Diretor               | TV Globo     |                              |
| 2010      | Por Toda Minha Vida "RPM"          | Diretor               | TV Globo     |                              |
| 2010      | A Cura                             | Diretor               | TV Globo     |                              |
| 2009      | Cama de Gato                       | Diretor               | TV Globo     |                              |
| 2008      | A Favorita                         | Diretor assistente    | TV Globo     |                              |
| 2007      | Por Toda Minha Vida "Renato Russo" | Assistente de direção | TV Globo     |                              |
| 2007      | Por Toda Minha Vida "Nara Leão"    | Assistente de direção | TV Globo     |                              |
| 2006      | Pé na Jaca                         | Assistente de direção | TV Globo     |                              |
| 2005      | Bang Bang                          | Assistente de direção | TV Globo     |                              |
| 2005      | Carga Pesada                       | Assistente de direção | TV Globo     |                              |
| 2004      | A Grande Família                   | Assistente de direção | TV Globo     |                              |
| 2004      | Histórias de Cama e Mesa           | Assistente de direção | TV Globo     |                              |
| 2003      | Teca na Tv                         | Codiretor             | Canal Futura |                              |

### Cinema
| Ano  | Título        | Cargo           | Nota           |
| ---- | ------------- | --------------- | -------------- |
| 2012 | Pra Ser Feliz | Compositor      | Curta metragem |
| 2001 | Infidelidade  | Diretor de arte | Curta metragem |
| 1999 | Nós e Nossas  | Diretor         | Documentário   |